# Yūshirō Hirano
Yūshirō Hirano (jap. 平野 裕志朗, Hirano Yūshirō; * 18. August 1995 in Tomakomai, Hokkaidō) ist ein japanischer Eishockeyspieler, der seit Juli 2025 bei der Düsseldorfer EG aus der DEL2 unter Vertrag steht und dort auf der Position des rechten Flügelstürmers spielt. Zuvor war Hirano hauptsächlich in der ECHL und American Hockey League (AHL) aktiv, wo er annähernd 300 Spiele absolvierte.

## Karriere
Yūshirō Hirano begann seine Karriere im Eishockeyteam der Shirakaba-Gakuen-Oberschule in Memuro, für das er in Japan auf dem Eis stand. Nach seinem Schulabschluss ging er 2014 nach Schweden, wo er beim Tingsryds AIF in Schweden in der höchsten Jugendspielklasse J20 SuperElit und der drittklassigen Herrenliga Division 1 aktiv war. Nach einem Jahr bei den Youngstown Phantoms aus der United States Hockey League kehrte er in seine japanische Heimat zurück, wo er für die Tōhoku Free Blades in der Asia League Ice Hockey spielte. Im Dezember 2017 zog es ihn wieder nach Schweden, wo er mit dem Kalmar HC in der Division 2, der vierthöchsten Spielklasse des Landes, spielte und 2018 mit dem Klub in die Hockeyettan aufstieg.
Zur Saison 2018/19 wechselte Hirano nach Nordamerika und schloss sich im August 2018 den Wheeling Nailers aus der ECHL an. Zudem erhielt er im Januar 2019 einen Vertrag von den Wilkes-Barre/Scranton Penguins, dem Kooperationspartner der Nailers aus der ranghöheren American Hockey League (AHL). Während er für die Penguins im Zeitraum bis zum Ende der Saison 2019/20 lediglich eine Partie absolvierte, kam er in Wheeling regelmäßig zum Einsatz. Nachdem Hirano während der COVID-19-Pandemie in seine Heimat zurückgekehrt war und für die Yokohama Grits gespielt hatte, kehrte er im September 2021 in die ECHL zurück. Dort schloss sich der Japaner den Cincinnati Cyclones an. Im Verlauf der Spielzeit 2021/22 wechselte Hirano auf Basis eines Probevertrags zum Jahresanfang 2022 zu den Abbotsford Canucks aus der AHL, wo ihm wenige Tage später das erste Tor eines Japaners in der Liga-Geschichte gelang. Nachdem Hirono zunächst nur auf Leihbasis in Abbotsford gespielt hatte, erhielt er zum Saisonbeginn 2022/23 einen festen Vertrag beim Team aus der Provinz British Columbia. Im Verlauf der Spielzeit kam er auch weiterhin in Cincinnati zu Einsätzen.
Nachdem der Vertrag des Japaners bei den Canucks nach der Saison 2022/23 ausgelaufen war, sicherten sich der Ligakonkurrent Utica Comets die Dienste Hiranos für das Spieljahr 2023/24 auf Basis eines Zweiwegevertrags mit Gültigkeit für die ECHL. Er kam vorwiegend bei Utica Farmteam Adirondack Thunder in der ECHL zum Einsatz. Im Juli 2024 wechselte Hirano zum österreichischen Klub HC Innsbruck aus der ICE Hockey League, wo er bis Ende Januar 2025 aktiv war. Der Japaner blieb jedoch weiter im deutschsprachigen Raum tätig, da er zu den Krefeld Pinguinen in die DEL2 wechselte. Mit 20 Punkten in 15 Einsätzen hinterließ Hirano einen guten Eindruck im Rheinland und wechselte zur Saison 2025/26 zum DEL-Absteiger Düsseldorfer EG.

### International
Für Japan nahm Hirano im Juniorenbereich an den U18-Weltmeisterschaften der Division I 2012 und 2013 sowie den U20-Weltmeisterschaften 2013 in der Division II und 2015 teil. Im Jahr 2015 führte das Team nicht nur als Mannschaftskapitän auf das Eis, sondern wurde zudem – gemeinsam mit dem Kasachen Arkadi Schestakow – Torschützenkönig. Ebenso war er drittbester Scorer des Turniers hinter den Kasachen Nikita Michailis und Arkadi Schestakow, der auch zum besten Spieler seiner Mannschaft gewählt wurde.
Für das japanische A-Nationalteam debütierte Hirano im Alter von 19 Jahren bei der Weltmeisterschaft der Division IA 2015. Auch 2016 spielte er mit den Japanern dort. In den Jahren 2017, als er bester Vorbereiter des Turniers war, 2019 und 2022, als er als bester Torschütze und Topscorer auch zum besten Stürmer des Turniers gewählt wurde, spielte der Stürmer nach dem Abstieg in der Gruppe B der Division I.  Bei der Weltmeisterschaft 2023 der Division IB gelang ihm mit dem Nationalteam der Aufstieg zurück in die Gruppe A der Division I, wobei er neuerlich als bester Spieler des Turniers ausgezeichnet wurde und auch bester Torschütze war. Dort spielte Hirano erstmals seit 2016 wieder bei der Weltmeisterschaft 2025.
Zudem vertrat er sein Heimatland bei den Qualifikationen für die Olympischen Winterspiele in Pyeongchang 2018, Peking 2022 und Mailand 2026. Bei den Winter-Asienspielen 2017 belegte er mit den Japanern hinter Kasachstan und Südkorea den dritten Platz.

## Erfolge und Auszeichnungen
- 2018 Aufstieg in die Hockeyettan mit dem Kalmar HC

### International
| - 2013 Aufstieg in die Division IB bei der U20-Junioren-Weltmeisterschaft der Division IIA - 2015 Bester Torschütze der U20-Junioren-Weltmeisterschaft der Division IB - 2017 Bronzemedaille bei den Winter-Asienspielen - 2017 Bester Vorlagengeber der Weltmeisterschaft der Division IB - 2022 Topscorer der Weltmeisterschaft der Division IB | - 2022 Bester Torschütze der Weltmeisterschaft der Division IB - 2022 Bester Stürmer der Weltmeisterschaft der Division IB - 2023 Aufstieg in die Division IA bei der Weltmeisterschaft der Division IB - 2023 Bester Torschütze der Weltmeisterschaft der Division IB - 2023 Bester Stürmer der Weltmeisterschaft der Division IB |

## Karrierestatistik
Stand: Ende der Saison 2024/25

### International
Vertrat Japan bei:
| - U18-Junioren-Weltmeisterschaft der Division IA 2012 - U20-Junioren-Weltmeisterschaft der Division IIA 2013 - U18-Junioren-Weltmeisterschaft der Division IB 2013 - U20-Junioren-Weltmeisterschaft der Division IB 2015 - Weltmeisterschaft der Division IA 2015 - Qualifikationsturnier für die Olympischen Winterspiele 2018 - Weltmeisterschaft der Division IA 2016 - Winter-Asienspielen 2017 | - Weltmeisterschaft der Division IB 2017 - Weltmeisterschaft der Division IB 2019 - Qualifikationsturnier für die Olympischen Winterspiele 2022 - Weltmeisterschaft der Division IB 2022 - Weltmeisterschaft der Division IB 2023 - Vorqualifikationsturnier für die Olympischen Winterspiele 2026 - Qualifikationsturnier für die Olympischen Winterspiele 2026 - Weltmeisterschaft der Division IA 2025 |

(Legende zur Spielerstatistik: Sp oder GP = absolvierte Spiele; T oder G = erzielte Tore; V oder A = erzielte Assists; Pkt oder Pts = erzielte Scorerpunkte; SM oder PIM = erhaltene Strafminuten; +/− = Plus/Minus-Bilanz; PP = erzielte Überzahltore; SH = erzielte Unterzahltore; GW = erzielte Siegtore; 1 Play-downs/Relegation; Kursiv: Statistik nicht vollständig)